# Make It with You
Make It with You é uma telenovela filipina produzida por Star Creatives e exibida pela ABS-CBN entre 13 de janeiro e 13 de março de 2020.
Protagonizada por Enrique Gil e Liza Soberano.

## Enredo
Esta é uma história sobre dois indivíduos diferentes que, apesar de terem prioridades diferentes na vida, encontraram amor um no outro. Mas depois de uma série de encontros na terra da Croácia, eles terão que decidir se vale a pena escolher um amor.

## Elenco

### Elenco principal
- Enrique Gil como Gabriel "Gabo" Villarica
- Liza Soberano como Belinda "Billy" Dimaguiba

### Elenco de apoio
- Ian Veneracion como Teodoro "Ted" Villarica
- Pokwang como Jessica "Jess" Villarica
- Herbert Bautista como Antonio "Tony" Dimaguiba[5]
- Eddie Gutierrez como Agapito "Aga" Dimaguiba
- Khalil Ramos como Stephen "Sputnik" Perez
- Michelle Vito como Annarose "Annie" Villalobos
- Ingrid dela Paz como Georgia Catapang
- Katya Santos como Helen Catapang
- Katarina Rodriguez como Rio Isla
- Vangie Labalan como Iluminada "Iling" Dimaguiba
- Hero Bautista como Monchie Dimaguiba
- Riva Quenery como Cassandra Dimaguiba
- Marnie Lapus como Esmie
- Franki Russell como Carl
- Fumiya Sankai como Yuta Himura
- Anthony Jennings como Rambo Dimaguiba
- Daniela Stranner como Cheska Rivera
- Jeremiah Lisbo como Nerie Sanchez

### Elenco de convidados
- Ina Raymundo como Raquel Villarica
- Candy Pangilinan como Mariel Dimaguiba
- Giovanni Baldisseri como Mr. Acapulco

## Exibição
| País/Região      | Emissora | Data de estréia       | Data de final       | Título           |
| ---------------- | -------- | --------------------- | ------------------- | ---------------- |
| Filipinas        | ABS-CBN  | 13 de janeiro de 2020 | 13 de março de 2020 | Make It with You |
| Estados Unidos   | TFC      | janeiro de 2020       | março de 2020       | Make It with You |
| Canadá           | TFC      | janeiro de 2020       | março de 2020       | Make It with You |
| Japão            | TFC      | janeiro de 2020       | março de 2020       | Make It with You |
| Taiwan           | TFC      | janeiro de 2020       | março de 2020       | Make It with You |
| Hong Kong        | TFC      | janeiro de 2020       | março de 2020       | Make It with You |
| Malásia          | TFC      | janeiro de 2020       | março de 2020       | Make It with You |
| Indonésia        | TFC      | janeiro de 2020       | março de 2020       | Make It with You |
| Singapura        | TFC      | janeiro de 2020       | março de 2020       | Make It with You |
| Papua-Nova Guiné | TFC      | janeiro de 2020       | março de 2020       | Make It with You |
| Austrália        | TFC      | janeiro de 2020       | março de 2020       | Make It with You |
| Nova Zelândia    | TFC      | janeiro de 2020       | março de 2020       | Make It with You |
| Europa           | TFC      | janeiro de 2020       | março de 2020       | Make It with You |
| Médio Oriente    | TFC      | janeiro de 2020       | março de 2020       | Make It with You |